# 17 Wojskowy Oddział Gospodarczy
17 Wojskowy Oddział Gospodarczy (17 WOG) – jednostka logistyczna Sił Zbrojnych Rzeczypospolitej Polskiej. Realizuje zadania zabezpieczenia finansowego i logistycznego jednostek i instytucji wojskowych na swoim terenie odpowiedzialności.

## Formowanie i zmiany organizacyjne
Na podstawie decyzji Ministra Obrony Narodowej nr Z-83/Org./P1 z 20 września 2011 oraz rozkazu wykonawczego szefa Inspektoratu Wsparcia SZ nr PF-46/Org. z 16 lutego 2012 rozpoczęto formowanie Oddziału. Z dniem 1 stycznia 2012 jednostka rozpoczęła statutową działalność .

## Symbole oddziału
Odznaka pamiątkowa
Minister Obrony Narodowej decyzją nr 319/MON z 29 lipca 2014 wprowadził odznakę pamiątkową i oznaki rozpoznawcze Oddziału. Odznaka pamiątkowa wykonana jest na bazie szafirowego krzyża kawalerskiego z łukowato wygiętymi zewnętrznymi krawędziami ramion z wiśniową obwódką. Na krzyżu umieszczony został wizerunek gryfa z herbu Koszalina. Na lewym ramieniu krzyża, w szponach czerwonego gryfa, znajduje się liczba „17”, na górnym ramieniu litery „WOG”, a na dolnym ramieniu liczba „2012” .
Oznaki rozpoznawcze 

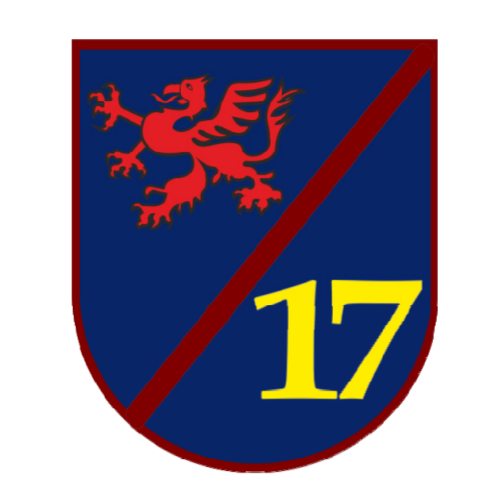
Oznaka rozpoznawcza na mundur wyjściowy
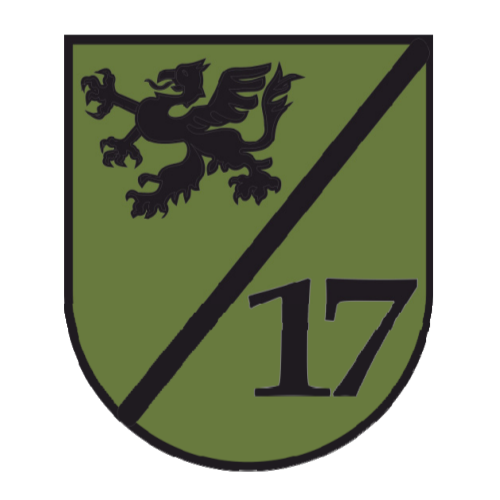
Oznaka rozpoznawcza na mundur polowy

## Żołnierze WOG
| Komendanci WOG              | Komendanci WOG          |
| Stopień, imię i nazwisko    | Okres pełnienia służby  |
| --------------------------- | ----------------------- |
| płk Piotr Kłosiński         | 6 II 2012 – 2 I 2018    |
| płk Jacek Wieczorek         | 26 II 2018 – 6 XII 2018 |
| ppłk Andrzej Cholewa        | 6 XII 2018 – 10 XI 2021 |
| ppłk Marek Chułek           | 29 XI 2021 – 22 II 2024 |
| p.o. ppłk Ireneusz Ossowski | 22 II 2024 – 11 XI 2024 |
| ppłk Ireneusz Ossowski      | 12 XI 2024 – nadal      |